# Gustav Marcussen
Gustav Ølsted Marcussen (12 luglio 1998) è un calciatore danese, centrocampista del Fredericia.

## Caratteristiche tecniche
È un esterno destro.

## Carriera
Cresciuto nel settore giovanile del Lyngby, ha esordito in prima squadra il 18 maggio 2017 disputando l'incontro di Superligaen vinto 1-0 contro il Brøndby.

## Statistiche
Statistiche aggiornate al 10 gennaio 2020.

### Presenze e reti nei club
| Stagione        | Squadra         | Campionato      | Campionato | Campionato | Coppe nazionali | Coppe nazionali | Coppe nazionali | Coppe continentali | Coppe continentali | Coppe continentali | Altre coppe | Altre coppe | Altre coppe | Totale | Totale | Totale |
| Stagione        | Squadra         | Comp            | Pres       | Reti       | Comp            | Pres            | Reti            | Comp               | Pres               | Reti               | Comp        | Pres        | Reti        | Pres   | Reti   |        |
| --------------- | --------------- | --------------- | ---------- | ---------- | --------------- | --------------- | --------------- | ------------------ | ------------------ | ------------------ | ----------- | ----------- | ----------- | ------ | ------ | ------ |
| 2016-2017       | Lyngby          | SL              | 2          | 0          | CD              | 0               | 0               |                    | -                  | -                  |             | -           | -           | 2      | 0      |        |
| 2017-2018       | Lyngby          | SL              | 15+3       | 1+0        | CD              | 1               | 0               | UEL                | 0                  | 0                  |             | -           | -           | 19     | 1      |        |
| 2018-2019       | Lyngby          | 1D              | 26+2       | 2+0        | CD              | 0               | 0               |                    | -                  | -                  |             | -           | -           | 28     | 2      |        |
| 2019-2020       | Lyngby          | SL              | 15         | 3          | CD              | 0               | 0               |                    | -                  | -                  |             | -           | -           | 15     | 3      |        |
| Totale carriera | Totale carriera | Totale carriera | 63         | 6          |                 | 1               | 0               |                    | 0                  | 0                  |             | -           | -           | 64     | 6      |        |